# Reinaldo Lobo
Reinaldo Rodrigues de Oliveira Lobo (sinh ngày 5 tháng 4 năm 1988) còn được biết với tên Reinaldo Lobo là một cầu thủ bóng đá người Brasil hiện tại thi đấu ở vị trí trung vệ cho PSMS Medan tại Liga 1 Indonesia.

## Danh hiệu

### Câu lạc bộ
Penang
- Malaysia Premier League: Thăng hạng 2015